# Manuel Enrique Mejuto González
Manuel Enrique Mejuto González (La Felguera, Principado de Astúrias, 16 de abril de 1965) é um ex-árbitro espanhol de futebol.

## Biografia
Manuel Mejuto é funcionário dos correios. Ele começou a arbitrar partidas de campeonatos de categorias menores de Asturias. Em 1993, foi premiado pela sua atuação no Campeonato Espanhol da Segunda Divisão "B". No ano seguinte, apitou partidas da Segunda Divisão. Em 1995, foi designado a apitar partidas da Primeira Divisão, sendo a partida inicial de seu trabalho na divisão no dia 16 de setembro de 1995, em Real Valladolid 0-0 Sociedad Deportiva Compostela.
Mejuto integra o quadro de árbitros da FIFA desde o dia 1º de janeiro de 1999. A primeira partida entre seleções que apitou foi entre Itália e Noruega.
Na carreira como árbitro, Mejuto teve como destaque ter apitado a final da Liga dos Campeões da Europa 2004-2005, entre Liverpool FC-ING e AC Milan-ITA. Também foi árbitro da final do Campeonato Mundial de Futebol Sub-20 de 2001, em Argentina 3-0 Gana.